# 悲傷的貝拉朵娜
《悲傷的貝拉朵娜》（日语：哀しみのベラドンナ）是一部1973年上映的日本成人動畫藝術電影，由蟲製作負責製作，日本先驅電影公司（現為角川先驅電影公司）發行。這是繼《一千零一夜》（1969年）和《埃及豔后》 （1970年）後，蟲製作所拍攝成人取向動畫電影三部曲的第三部，也是最後一部作品。電影上映後，由於商業上的票房失敗導致工作室破產。
之後在2016年，由美國片商CINELICIOUS PICS重新將本片數位修復，並獲得了當代影評人的普遍好評。
《悲傷的貝拉朵娜》主要根據儒勒·米什莱的《撒旦聖殿與魔女》改編，講述了一位名叫珍妮的農婦的故事，當她在婚禮當晚被貴族強姦後，與惡魔進行了浮士德式的交易。本片以其色情、暴力和迷幻的視覺映像風格著稱，並被視作邪典电影。

## 劇情大綱
《悲傷的貝拉朵娜》的故事發生於中世紀的法國鄉村，珍妮與瓊是一對新婚夫婦。但在新婚之夜時，珍妮在當地男爵及其朝臣的儀式中被殘忍地輪姦。她害怕地回到瓊的身邊，儘管瓊試圖讓她平靜下來，並表示他們可以從那一刻重新開始。然而，在他們擁抱後不久，瓊卻攻擊珍妮將其勒到失去知覺，羞愧的他最後拋下了珍妮逃離了家門。
那天晚上，悲痛的珍妮看到一個承諾將給予她力量的靈魂幻象。靈魂告訴她，它聽到了沉溺的呼救聲，可以隨心所欲幫助珍妮變得更加強大。結果，當城裡的男爵提高稅收以資助戰爭資金，導致村里發生飢荒時，珍妮紡的紗意外賣到了高價，讓她可以繳納高額的稅金，瓊也被提升為村莊的收稅員，然而，由於無法從貧窮的農民那裡籌集到足夠的戰爭資金，作為懲罰，領主切斷了他的左手腕。
靈魂再次出現在珍妮的面前，並強姦了她的身體，同時要求她獻出她的「靈魂」，才會給他更多的力量。珍妮依然認為自己的靈魂仍然屬於瓊和上帝而拒絕。但在不久之後，珍妮從一個高利貸借了一筆大筆貸款，也開始從事同樣的行業，成為了村里的真正掌權者。當男爵從戰爭的勝利歸來，他的妻子嫉妒珍妮受到村民們的尊重和欽佩，稱她為女巫，並讓村民反對她。珍妮逃離暴徒，試圖回到瓊的家中，但當他拒絕開門後，她遭到士兵襲擊。
那天晚上，珍妮逃到了附近的森林裡。在荒野中，她終於與自稱是惡魔的靈魂締結了契約。被賦予了神奇的力量，當她返回村莊時，發現所有的村民已經感染了黑死病。珍妮利用藥草拯救一個村民的性命，隨著謠言四起，村民們開始聚集在珍妮的家裡舉辦夜間安息日。很快，珍妮的影響延伸到領主的城堡，領主認為與其懲罰她，不如將珍妮拉攏到自己身邊，為了換取治愈瘟疫的方法，男爵提出讓珍妮成為這片土地上的第二位富豪，但她拒絕了，說她寧願想接管整個世界。
男爵對珍妮的拒絕感到憤怒，下令將珍妮燒死在火刑柱上。珍妮的死激怒了村民。被燒毀時，村民的臉變成了珍妮的臉，履行了牧師的警告，如果一個女巫在她的自尊心完好無損的情況下被殺害，那麼她靈魂中的邪惡將繼續存在，並蔓延到她周圍的每個人。幾個世紀後，珍妮的影響引發了法國大革命。

## 配音
- 珍妮：長山藍子（日语：長山藍子）
- 旁白：中山千夏（日语：中山千夏）
- 惡魔：仲代達矢
- 領主：高橋昌也（日语：高橋昌也 (俳優)）
- 司祭：米倉齊加年（日语：米倉斉加年）
- 瓊：伊藤孝雄（日语：伊藤孝雄）
- 奥方：しめぎしがこ
- 秋野太作（日语：津坂匡章）
- 山谷初男（日语：山谷初男）
- 新村礼子（日语：新村礼子）
- 林昭夫
- 山口譲
- 磯貝陽悟
- 石橋雅史（日语：石橋雅史）
- 折尾吉郎
- 伊東満智子
- 後久博
- 菊地剣友会（日语：菊地剣友会）

## 製作人員
- 製作：蟲製作
- 企劃構成、導演：山本暎一（日语：山本暎一）
- 製作：渡辺忠美、吉田輝明、本橋誠、 小池佳子
- 原作：儒勒·米什莱（日譯：篠田浩一郎、現代思潮社（日语：現代思潮社）刊：『魔女』）
- 編劇：福田善之（日语：福田善之）
- 美術監督：深井國（日语：深井国）
- 作画監督：杉井儀三郎
- 作画協力：林静一（日语：林静一）、宇野螳螂（日语：ウノ・カマキリ）
- 音樂：佐藤允彦（日语：佐藤允彦）
- 音響監督：田代敦
- 剪輯：古川雅士
- 效果：柏原満
- 錄音：岩田広一
- 沖片：東京現像所（日语：東京現像所）
- 原畫：前田庸生、辻伸一、勝井千賀雄、野部駿夫、岡田敏靖、出崎統、吉田忠勝、羽根章悦（日语：羽根章悦）、福田きよむ、光延博愛、北川玲子（奥山玲子）、村田四郎、関修一
- 動畫師：小林準治、牛越和夫、猿山二郎、千田幸也、吉橋節、新井雅貴、岩崎治彦
- 上色：木戸桂子、竹内翠、笠井志都子、唐崎泰子、鈴木絢子、望月智恵子
- 美術助手：児玉喬夫、下道文治、馬郡美保子、佐々木順子、古佐小吉重、近井美穂
- 動畫攝影：山崎茂、月岡英生、柴田昌利、宮内征雄、熊谷愰史、藤田正明、宮坂光一郎、下モ由紀子

## 製作
本片為繼《一千零一夜》和《埃及豔后》之後， 蟲製作拍攝的成人動畫電影系列《Animerama》第三部長片。也是《Animerama》三部曲中，唯一既不是由手塚治虫編劇也不是共同導演的電影（因為當時手塚已經退任蟲製作的社長職務之故）。
1971年，蟲製作的發行商日本先驅電影公司計劃在前一年《埃及豔后》上映後，每年繼續發行《Animerama》系列。然而因經營不景氣及虧本影響，使得蟲製作無法進行下一部長片的大型製作，因此東京電視台原提供一個替代企畫案，上映谷岡泰次的原創劇場成人動畫《做吧！泰次的色情片》。然而該部作品的票房卻以大虧告終。因此，日本先驅電影要求蟲製作再製作一部成人取向動畫長片，以便於1972年上映。

### 主題
由於前兩部電影的導演山本暎一當時已經離開蟲製作，但蟲製作董事會要求他再度出任導演，因此山本是以借調形式參與本作的導演一職。根據Paste的傑森·德馬可（Jason DeMarco）的說法，《悲傷的貝拉朵娜》的視覺效果主要由靜態畫作組成，「偶爾會出現富有表現力的色彩和運動散佈在各處」。 Midnight Eye的賈斯珀·夏普（Jasper Sharp）則觀察到，由插畫家深井國在電影設計的視覺效果，類似於現代主義和新艺术运动的畫家，如古斯塔夫·克林姆、奧迪隆·魯東、阿爾豐斯·慕夏、埃貢·席勒和費利西安·羅普斯等人的作品。同於前兩部作品的娛樂、卡通效果，《悲傷的貝拉朵娜》在敘事的文學色彩更濃，充滿了審美、情色、繪畫元素，還有幾個場景使用了直接的性描寫。本片的配音除了中山千夏為專職聲優之外，其他角色都由新劇的演員擔任。
在《一千零一夜》和《埃及豔后》製作期間，由於製作過程中出現問題，不得不動員大量動畫師，導致兩部作品的畫面統一、風格整合出現難以維持的問題。因此，本作採用了少數人，花費長時間製作的方式，比原定計劃提前了約10個月完成。

## 版本差異
本片完成後基於種種因素，陸續出現過多達六種不同的剪輯版本。
- 樣片交貨版

日本先驅電影與蟲製作之間既定的完成期限原本為1972年2月，但因製作進度不及，於是將未完成部分由臨時組成的分遣製作小組加工製作後，在同年8月交片給先驅電影的版本。
蟲製作後來以「補拍」的名目繼續製作，並將分遣組所製作的部分替換為原本製作群所拍好的內容，完成作品後，於同年年末再次將成品交給先驅電影。
由於有前述的原因所致，最早交出的版本稱之為「樣片」，此版本也就理所當然的不對外公開了。
- 第一次試映會版

本片正式完成後，於試映會中上映的版本。此版本在惡魔於深山中與珍妮訂下契約的場景後不久，加進了約5分鐘左右的實攝畫面，是將名攝影家森山大道所拍攝的畫面以前衛手法處理，定位為將正片分隔成前後兩段之間的過場休息時間畫面，因此與正片內容無關。此段畫面在院線正式上映時遭到剪除，但根據DVD版的解說書中所述，保留此段畫面的英語字幕版影片如今仍有存留。
- 院線上映版1

根據導演山本暎一表示，本片即將於日本公映前的1973年6月27日，在柏林影展上映版本的結局，是以惡魔的大笑場景來收尾（第一次試映會版的結局畫面亦應為相同版本）。但因評價不佳，山本在正式公映前決定將此段畫面剪掉。但山本返回日本的時間是在上映後的同年7月6日，據稱剪輯作業與替換上映拷貝，可能是在正式上映期間內進行。
- 院線上映版2

刪去惡魔大笑的畫面，最後一幕改為珍妮受火刑時的俯瞰畫面，然後以黑畫面播放主題歌收尾。本片在電視台播出時，也曾使用過剪輯得更為簡短的版本。
- 院線上映版3

1979年重映版本。
重映當時，將觀眾層設定為喜愛藝術的女學生，所以導演山本暎一重新剪輯出一個刪除部分過度刺激的性愛畫面以及前衛場景的版本。此版本因而也被稱作「女高中生版」或「女大學生版」。
最後一幕也做了大膽的改動，加進珍妮受火刑與法國大革命產生連結的說明字幕，以及女人們的臉都變成珍妮面貌的場景，並加入欧仁·德拉克罗瓦1830年畫作《自由領導人民》的結局畫面。另外，片頭工作人員字幕亦有部分改動。
- 影音軟體版

1986年本片於發行VHS與LD版本時，將院線上映版3所剪除的畫面（依院線上映版2為準）再度重組，並由導演山本暎一親自剪輯。之後的現行流通版本（包含各影展重映，與日本發行的影音軟體以及歐美發行的修復版BD）均以此版為準。此版的片尾部分，亦使用了1979年院線上映版3所追加的欧仁·德拉克罗瓦1830年畫作《自由領導人民》結局畫面。

## 評價
《悲傷的貝拉朵娜》上映後，日本國內票房以虧損收場，並導致蟲製作破產。另外在柏林電影節官方網站的柏林電影檔案館1973年年鑑頁面，將《悲傷的貝拉朵娜》置於1973年的上映電影之中，並在在放映時獲得『對家庭電影充滿期待的觀眾對此感到失望』的評價。然而，此片的視覺表現卻在國內外獲得了高度評價。
據美國電影網站IndieWire報導，《悲傷的貝拉朵娜》修復版本將於2015年在北美重新上映。
2016年7月5日，《悲傷的貝拉朵娜》於台灣的台北電影節正式上映4K修復版（但僅放映一場）。
《悲傷的貝拉朵娜》在爛番茄上擁有90%的好評，基於41條評論，平均評分為 7.80/10。該網站的關鍵共識是：「《悲傷的貝拉朵娜》擁有足夠出色的視覺藝術，足以讓觀眾為之著迷，即使這部電影的敘事範圍略微超出了它的掌握範圍。」 在Metacritic 上，根據12條評論，這部電影的加權平均得分為70分（滿分100分），表明“普遍好評”。
2016年，《洛杉磯時報》的查爾斯·所羅門 (Charles Solomon)評論了這部電影，稱其以今天的標準來看已經過時，稱其「在43年後，電影看起來具有性剝削及女性贬抑的情節」。

## 音樂

### 主題歌
「青い鏡のなかで」
作詞：中山千夏、作曲：佐藤允彦、演唱：中山千夏
「哀しみのベラドンナ」（1973年6月15日發售，M-15）
作詞：阿久悠、作曲：小林亜星、編曲：川口真、演唱：橘真由美

## 外部連結
- WEBアニメスタイル【特別企画】「アニメラマ三部作」を研究しよう！　山本暎一インタビュー　第1回～第3回 （页面存档备份，存于）
- WEBアニメスタイル【特別企画】「アニメラマ三部作」を研究しよう！　杉井ギサブローインタビュー　前編・後編 （页面存档备份，存于）
- 哀しみのベラドンナ - allcinema
- 哀しみのベラドンナ - KINENOTE
- AllMovie上《哀しみのベラドンナ》的资料（英文）
- 互联网电影数据库（IMDb）上《哀しみのベラドンナ》的资料（英文）
- 絶対に放送不可な禁断アニメ『哀しみのベラドンナ』とは!? 交錯するエロとアートに世界が困惑！(トカナ、2021年1月1日記事） （页面存档备份，存于）